# Wijk aan Zee

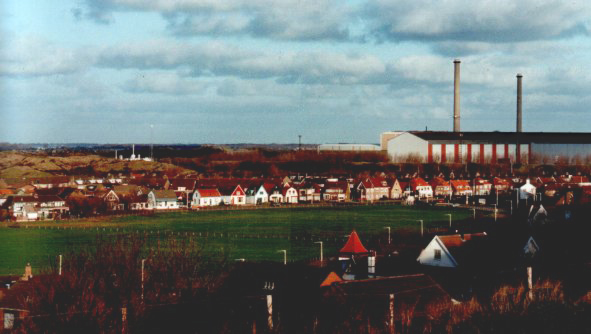
Wijk aan Zee

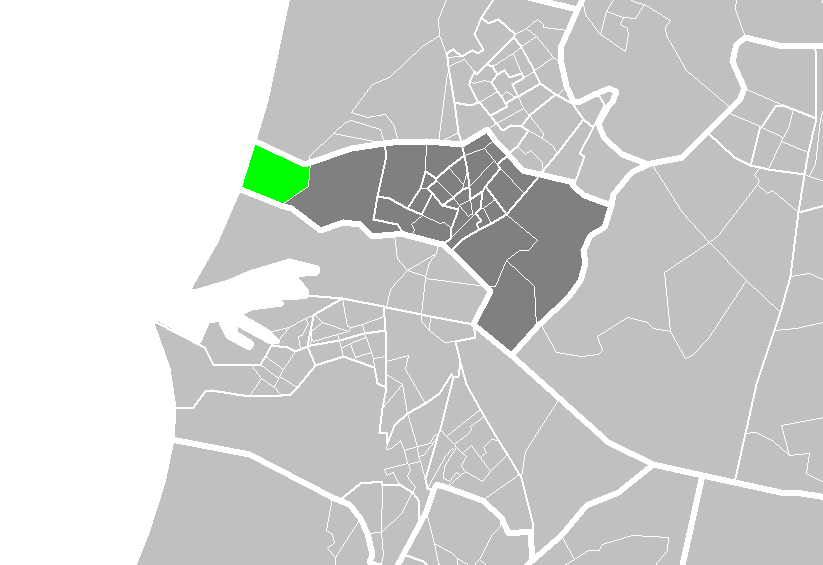
Situació de Wijk aan Zee dins el municipi de Beverwijk.

Wijk aan Zee és una petita localitat situada a la costa de la Mar del Nord, dins el municipi de Beverwijk, a la província d'Holanda del Nord, als Països Baixos. El prestigiós Torneig d'escacs Tata Steel, anomenat anteriorment Torneig d'escacs Corus, i encara abans, Torneig Hoogovens, s'hi celebra cada any.
Degut a la seva privilegiada situació a la vora del mar, Wijk aan Zee ha esdevingut una destinació turística popular. Tot i que aquest fet s'ha vist reflectit en l'economia de la vila (que consisteix en una llarga extensió de bars i hotels), Wijk aan Zee continua funcionant d'una manera més o menys tradicional. Hi perdura un sentiment de comunitat que és difícil de trobar en altres localitats costaneres, i que és el reflex d'una forta cohesió social..

## Mur de l'Atlàntic
En el paisatge de dunes al voltant de Wijk aan Zee encara hi resten alguns bunkers del Mur de l'Atlàntic, construït per les forces alemanyes d'ocupació entre 1940 i 1944. Aquestes obres de defensa costanera (kustar verdedigingswerken en neerlandès) van formar part de l'anomenada "Fortalesa d'IJmuiden", (IJmuiden Festung en alemany). El propòsit de la Fortalesa d'IJmuiden era protegir el port d'IJmuiden i l'acereria propera dels atacs dels aliats. Totes aquestes defenses estaven protegides per una combinació de camps minats, rases per tancs i preses, algunes de les quals s'endinsaven a quilòmetres cap a l'interior. El novembre de 1942 es va decidir que hi hauria una evacuació completa dels habitants de Wijk aan Zee cap a l'interior. Molts habitants es van retirar cap a Beverwijk i Velsen. El 12 d'agost de 1943 els ocupants van ser autoritzats a tornar sota el seu propi risc, però el 15 d'octubre de 1943 el poble va ser evacuat una vegada més.
En les dunes darrere de l'Hotel de Wijk aan Zee, els alemanys hi van bastir un búnquer especial per a radars amb l'objecte d'interceptar vaixells i avions enemics. Aquestes pantalles de radar tenien una alçada de vint metres i per això havien d'estar molt enfonsades en el formigó del búnquer. Aquestes instal·lacions de radar van ser anomenats “dents de mamut”, (Mammutstanden en alemany). En total hi ha quatre llocs en els Països Baixos, on existeixen aquestes "dents de mamut": Den Helder, Oostkapelle, La Haia i Wijk aan Zee.
En l'estiu de 1944, després dels desembarcaments dels aliats, Velsen i algunes parts de Beverwijk també van ser evacuades. Els ocupants de Wijk aan Zee, a continuació, van haver de moure's lluny, a Haarlem i fins i tot a Amsterdam. Després de l'alliberament i a partir del 8 de juny de 1945 la gent va poder tornar a casa, en la seva majoria buides.
Les tropes alemanyes que es van quedar foren tractades com a presoners de guerra i abans de tornar a Alemanya, es van veure obligats a netejar els camps de mines.